# 上天草市立登立小学校
上天草市立登立小学校（かみあまくさしりつ のぼりたてしょうがっこう）は、熊本県上天草市大矢野町登立にある小学校。

## 沿革
- 1871年（明治4年）- 登立村新田満行寺に寺子屋として創立
- 1874年（明治7年）4月25日 - 新田に校舎新築
- 1877年（明治10年）7月 - 大潟分教場新築
- 1880年（明治13年）10月 - 田津川に移転
- 1888年（明治21年）5月 - 岩谷分教場新築
- 1896年（明治29年）1月 - 札の木に移転
- 1904年（明治37年）4月4日 - 大潟分教場廃止
- 1908年（明治41年）5月7日 - 現在地に移転
- 1918年（大正7年）4月1日 - 登立尋常高等小学校と改称
- 1925年（大正14年）2月12日 - 岩谷分教場廃止
- 1941年（昭和16年）4月1日 - 登立国民学校と改称
- 1947年（昭和22年）4月1日 - 登立町立登立小学校と改称。
- 1954年（昭和29年）4月1日 - 大矢野町立登立小学校と改称
- 2004年（平成16年）- 上天草市立登立小学校と改称

## 歴代校長
- 初代校長
- 現校長 - 水田学[1][2]

## クラブ活動
- パソコンクラブ
- フラワーアレンジメントクラブ
- ドッジボール・Ｔボールクラブ
- マンガ・イラストクラブ
- 将棋クラブ

## 委員会活動
- 飼育委員会
- 放送委員会
- 体育委員会
- 栽培委員会
- 図書委員会
- 給食委員会